# Quilmes Atlético Club
O Quilmes Atlético Club é um clube de futebol da Argentina sediado na cidade Quilmes, na Grande Buenos Aires. É o clube argentino mais antigo ainda em atividade, fundado em 1887. Atualmente disputa a Primera B Nacional, equivalente a Segunda Divisão.
O clube também possui atuação em diversas outras modalidades esportivas, como tênis, natação, basquete, ginástica, patins, artes marciais, vôlei e hóquei sobre a grama. Em sua atividade principal, o futebol, o clube detém dois títulos do Campeonato Argentino: um na era amadora, obtido em 1912, e outro no profissionalismo, o Metropolitano de 1978. Ademais, conquistou em 1908 a Copa de Honor Municipalidad de Buenos Aires, que é considerada pela AFA como precursora da Copa da Argentina.
É detentor de dois recordes no Campeonato Argentino, sendo o clube com mais promoções para a competição vindo da Primera B Nacional, com onze, e o clube que mais foi rebaixado, com doze descensos. 

## História
O Quilmes foi fundado em 27 de novembro de 1887, sendo assim, uma das instituições mais antigas do país. Portanto, pode-se afirmar que o clube tem a honra de ser o time de futebol  mais antigo da Argentina (lembrando que o Gimnasia y Esgrima de La Plata foi fundado meses antes, mas só começou suas atividades ligadas ao futebol no ano de 1903). Seus fundadores faziam parte de uma comunidade britânica (formada por ingleses e escoceses) que se instalou na cidade de Quilmes no princípio da década de 1880. Originalmente, o clube foi fundado com o nome de Quilmes Rovers Atletic Club. Sete anos mais tarde, por iniciativa de um presbítero chamado J.T. Stevenson, o clube argentino iniciou de forma oficial as suas atividades no futebol, sob o nome de Quilmes Cricket Club, em 1887. Esse ano é tratado pela própria instituição como a sua data oficial de fundação.

## Símbolos
As cores oficiais do clube são o branco e o azul, que compõem uma junção entre as cores dos uniformes da Inglaterra e da Escócia. O Quilmes é conhecido na Argentina como Cervecero, nome esse que faz referência a Cervejaria Quilmes, uma das mais famosas de todo o país.

## Títulos
| Nacionais | Nacionais               | Nacionais | Nacionais                        |
|           | Competição              | Títulos   | Temporadas                       |
|           | Campeonato Argentino    | 2         | 1912 e 1978-M                    |
|           | Copa da Argentina       | 1         | 1908, Copa de Honor              |
|           | Primera B Nacional      | 5         | 1919, 1949, 1961, 1975 e 1990-91 |
|           | Primera B Metropolitana | 1         | 1986-87                          |
|           | TOTAL:                  | 3         | 3 Nacionais                      |
| --------- | ----------------------- | --------- | -------------------------------- |

Legenda: 
(M):  Torneio Metropolitano